# Le Poison (film, 1911)
Pour les articles homonymes, voir Le Poison.
Pour plus de détails, voir Fiche technique et Distribution.
Le Poison est un film muet français réalisé par Louis Feuillade, sorti en 1911. 
Il fait partie de la série La Vie telle qu'elle est.

## Fiche technique
- Titre : Le Poison
- Réalisation : Louis Feuillade
- Scénario : Louis Feuillade
- Photographie :
- Montage :
- Producteur :
- Société de production : Société des Établissements L. Gaumont
- Société de distribution : Comptoir Ciné-Location (C.C.L)
- Pays de production :  France
- Langue : film muet avec les intertitres en français
- Métrage : 357 mètres
- Format : Noir et blanc — 35 mm — 1,33:1 —  Muet
- Genre : Film dramatique
- Durée : 12 minutes
- Date de sortie : 
  - France : 13 octobre 1911

## Distribution
- René Navarre
- Luitz-Morat
- Renée Carl
- Max Dhartigny
- Henri Collen